# Morris Cowley
Der Name Morris Cowley wurde von der Morris Motor Company für eine Reihe von Modellen verwendet, die von 1915 bis 1959 hergestellt wurden.

## Cowley (Bullnose) (1915–1919)

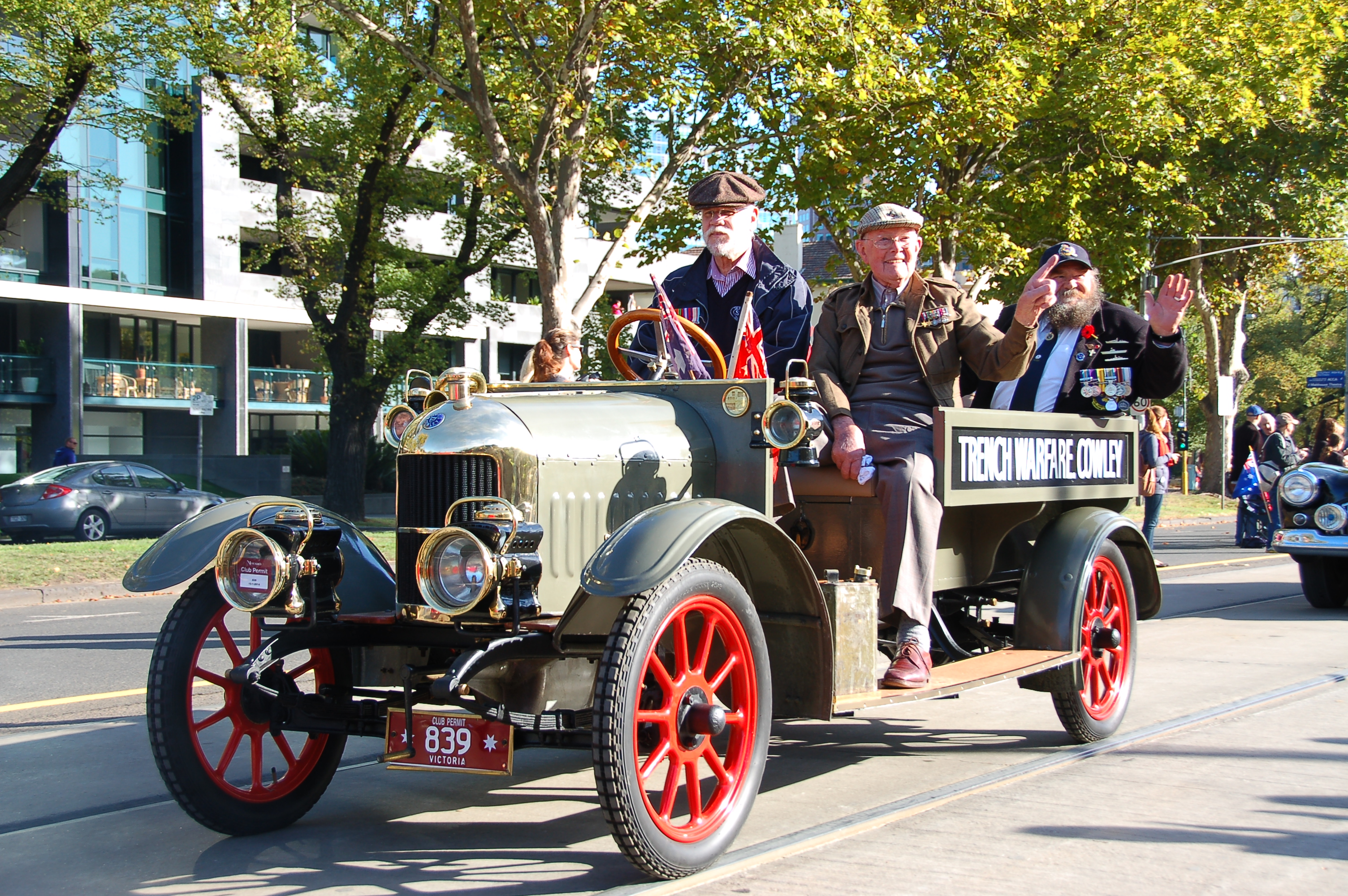
Morris Cowley von 1916

Der erste Morris Cowley (Bullnose) erschien 1915 als zweites Modell des Herstellers nach dem Oxford. Es gab ihn als Zwei- oder Viersitzer und Lieferwagen. Er hatte den seitengesteuerten 4-Zylinder-Reihenmotor Continental Red Seal Type U mit 1548 cm³ und 12 hp (9 kW) Leistung, ein Dreiganggetriebe  und Starrachsen an Halbelliptikfedern (vorne) und Dreiviertelelliptikfedern (hinten). Motor, Getriebe (von Detroit Gear & Machine Co.aus Detroit) und Hinterachse kamen aus den USA. Die Anlieferung dieser  Komponenten litt erheblich unter den Auswirkungen des Ersten Weltkrieges (U-Boot-Krieg). Der Cowley war der erste Morris mit elektrischem Licht und spiralverzahntem Achsantrieb.

## Cowley (Bullnose) (1920–1926)
1920 erschien die zweite Ausführung des Bullnose-Cowley. Das Fahrzeug, das in luxuriöserer Ausführung auch als Oxford verkauft wurde, erreichte 88 km/h. Inzwischen waren auch Innenlenker-Karosserien mit vier Sitzen verfügbar. Der Motor wurde von der britischen Niederlassung der französischen Firma Hotchkiss zugeliefert. 1923 kaufte Morris diese Niederlassung und verleibte sie als Motorenwerk dem eigenen Unternehmen ein.

## Cowley (1926–1931)
1926 erschien die dritte Version des Cowley. Sie hatte ihren typischen „Bullnose“-Kühler eingebüßt und zeigte den auch sonst üblichen Flachkühler mit rechteckigem Kühlernetz.
Der Hub des Motors wurde um 0,2 Millimeter vergrößert; das Resultat waren 1550 cm³ Hubraum und 27 bhp (20 kW). Vorder- und Hinterachse waren nun an Halbelliptikfedern aufgehängt. Anders als das luxuriösere Schwestermodell Oxford besaß der Cowley immer noch keine Bremsen für die Vorderräder. Auf Wunsch gab es nun Drahtspeichenräder anstatt der bisher üblichen Holzspeichenräder. Die neue Limousine brachte es auf 76 km/h.

## Cowley (1932–1935)
1932 erschien ein weiterer Cowley, der mit dem gleichen Motor 94 km/h schnell fuhr. Er besaß bereits Vierradbremsen von Lockheed. Ab 1933 war dieses Modell auf Wunsch und ohne Aufpreis auch mit dem vom Oxford bekannten Motor mit 1802 cm³ Hubraum auszustatten.
Nachfolger wurde ab 1936 der Morris 12.

## Cowley Six (1934–1935)
1934 erschien als Nachfolger des Major Six der Cowley Six mit niedrigerem Fahrgestell und dem seitengesteuerten Sechszylinder-Reihenmotor des Vorgängers mit 1938 cm³ Hubraum.
Nachfolger wurde ab 1935 der gleich ausgelegte Morris 15/6.

## Cowley MCV (1950–1956)
1950 erschien parallel zum Oxford Traveller ein günstigerer Cowley MCV. Er hatte, anders als die Limousinen, einen separaten Rahmen und war als Lieferwagen, Pick-up oder Fahrgestell mit Kabine erhältlich. 1957 war er aus der Morris-Modellpalette wieder verschwunden.

## Cowley Series I (1954–1956)
1954 wurde der Modellname wiederbelebt. Der neue Morris Cowley Series I war eine Limousine der unteren Mittelklasse, die sich zwischen Minor und Oxford einordnete. Karosserie und Fahrwerk stammten vom Oxford Series II, einschließlich der Torsionsstabfederung, jedoch mit etwas kleineren Bremsen.
Der obengesteuerte 4-Zylinder-Reihenmotor kam vom Austin A40, hatte 1200 cm³ Hubraum und entwickelte 42 bhp (31 kW). Das Fahrzeug erreichte damit 116 km/h.

## Cowley Series II 1500 (1956–1959)
Zwei Jahre später löste ihn der Morris Cowley Series II 1500 ab. Er hatte den 1489-cm³-Motor der C-Serie, wie er auch beim Oxford Series III oder beim Austin A55 eingesetzt wurde. Dieser Motor entwickelte 55 bhp (40 kW).
1959 wurde der Cowley endgültig eingestellt.